# Jean Bogaerts
Pour les articles homonymes, voir Bogaerts.
Jean Bogaerts, né le 19 janvier 1925 à Koningslo et mort le 28 janvier 2017 à Schaerbeek, est un coureur cycliste belge. Professionnel de 1945 à 1956, il a remporté le Circuit Het Volk à deux reprises.

## Palmarès
- 1944
  - 2e du Circuit des régions flamandes
- 1945
  - Circuit Het Volk
  - 3e de Bruxelles-Bruges
  - 3e du championnat de Belgique sur route
- 1946
  - 3e du Circuit de Campine
- 1948
  - 3e de Paris-Bruxelles
- 1949
  - 3e de Bruxelles-Saint-Trond
- 1950
  - Tour du Limbourg
  - 1re étape du Tour de Belgique
  - 2e de Liège-Bastogne-Liège
  - 3e de Bruxelles-Zonhoven
  - 4e de Paris-Tours
- 1951
  - Circuit Het Volk
  - Grand Prix de la ville de Vilvorde
  - Classement général du Tour des Pays-Bas
  - 3e du Circuit de Flandre orientale
- 1953
  - 2e du Grand Prix du Brabant wallon
  - 3e de Bruxelles-Bost
- 1954
  - Grand Prix de clôture
  - 2e de la Flèche halloise

## Résultats sur les grands tours

### Tour d'Espagne
- 1948 : 26e